# Kaiko Maru
Le Kaiko Maru est un navire de la flotte baleinière japonaise appartenant à l'Institut japonais de recherche sur les cétacés.